# Гулевич Віктор Наумович
Віктор Наумович Гулевич (*24 листопада 1921, м. Київ) — український радянський історик-германіст, доктор історичних наук, професор.

## Біографія
Учасник Другої світової війни.
Закінчив факультет міжнародних відносин Київського державного університету ім. Т. Г. Шевченка (1952).
У 1956–58 працював викладачем кафедри історії зарубіжних країн історичного факультету Київського державного університету ім. Т. Г. Шевченка. Читав лекції з історії міжнародних відносин.
У 1959–64 завідувач відділу всесвітньої історії УРЕ АН УРСР, 1964–78 старший науковий співробітник відділу нової та новітньої історії Інституту історії АН УРСР. У 1978 у складі зазначеного відділу переведений до новоствореного Інституту соціальних та економічних проблем зарубіжних країн.

## Наукові інтереси
Дослідник історії міжнародних відносин, політичних та соціально-економічних проблем Німеччини нового й новітнього часу, один із фундаторів української германістики.
Кандидатська дисертація «Российско-немецкие отношения в период русско-японской войны и первой российской революции (1904—1907)» (1956), докторська дисертація «Борьба миролюбивых сил ФРГ против милитаризма и реваншизма (1955—1969)» (1981).

## Нагороди
- Орден Червоної Зірки

Нагороджений медалями «За оборону Радянського Заполяр'я», «За взяття Берліна», «За визволення Праги», «За перемогу над Німеччиною у Великій Вітчизняній війні 1941—1945 рр.», двома закордонними медалями.